# Landeswaldgesetz

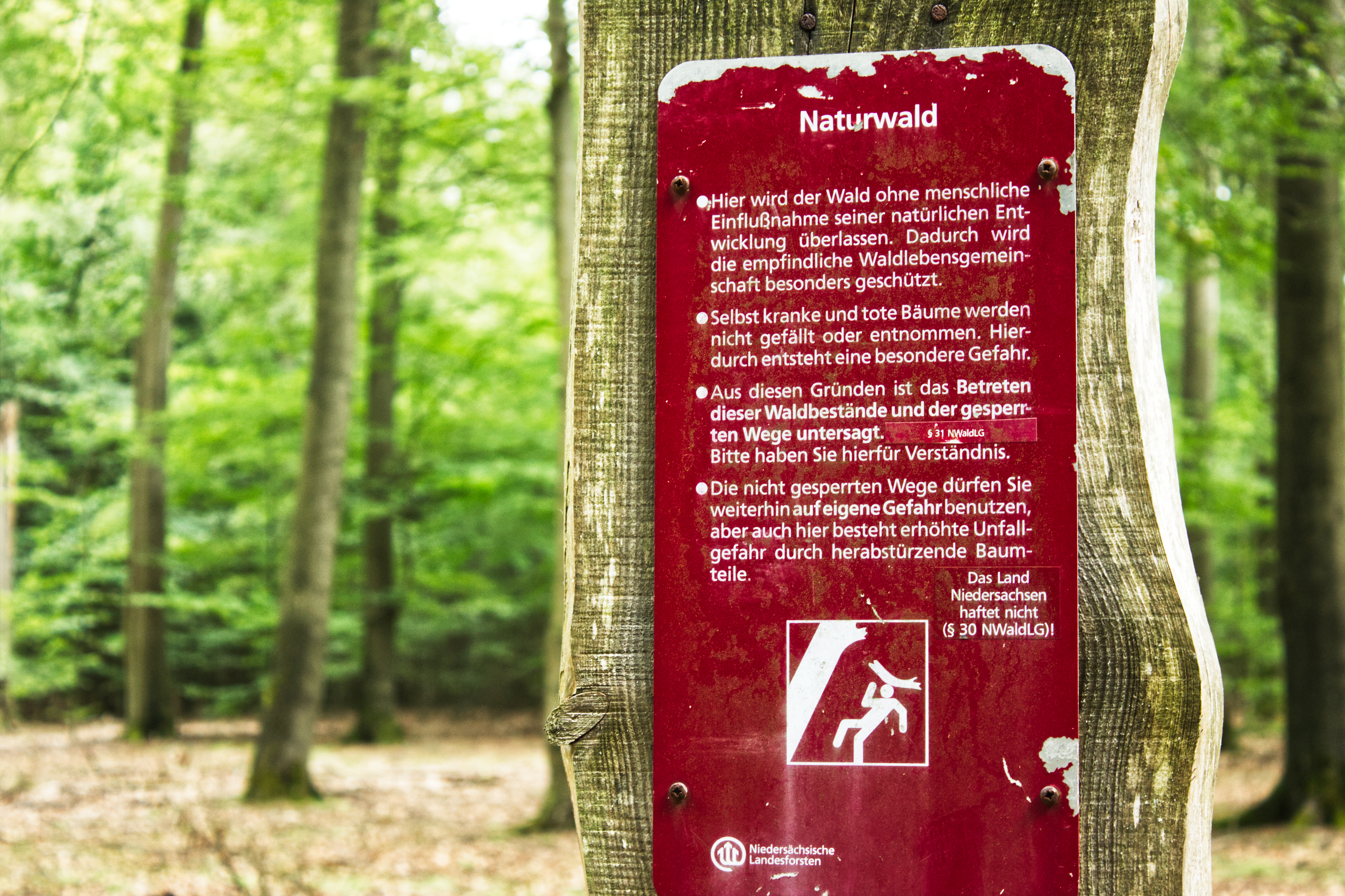
Naturwald-Warnschild in Niedersachsen mit Verweisen auf §31 und §32 NWaldG

Landeswaldgesetze oder Landesforstgesetze sind in Deutschland Gesetze der Länder, die den Wald betreffen (Walderhaltung, Waldbewirtschaftung). Sie werden im Bereich der konkurrierenden Gesetzgebung erlassen, solange und soweit der Bund von seiner Gesetzgebungszuständigkeit nicht im Bundeswaldgesetz Gebrauch gemacht hat (Art. 72 Abs. 1 GG).

## Liste
| Land                   | Titel | Abkürzung                                | Datum         | Letzte Änderung | Fundstelle             | Link |
| ---------------------- | --- | ---------------------------------------- | ------------- | --------------- | ---------------------- | ---- |
| Baden-Württemberg      | Waldgesetz für Baden-Württemberg | Landeswaldgesetz – LWaldG                | 31. Aug. 1995 | 15. Okt. 2024   | GBl. 2024 Nr. 85       | BW   |
| Bayern                 | Bayerisches Waldgesetz | BayWaldG                                 | 22. Juli 2005 | 23. Dez. 2024   | GVBl. S. 619           | BY   |
| Berlin                 | Gesetz zur Erhaltung und Pflege des Waldes | Landeswaldgesetz – LWaldG                | 16. Sep. 2004 | 11. Dez. 2024   | GVBl. S. 614, 618      | BE   |
| Brandenburg            | Waldgesetz des Landes Brandenburg | LWaldG                                   | 20. Apr. 2004 | 20. Juni 2024   | GVBl.I/24, Nr. 24      | BB   |
| Bremen                 | Waldgesetz für das Land Bremen | Bremisches Waldgesetz – BremWaldG        | 31. Mai 2005  | 18. Okt. 2022   | Brem.GBl. 2005, S. 207 | HB   |
| Hamburg                | Landeswaldgesetz | WaldG HA                                 | 13. März 1978 | 2. Dez. 2013    | HmbGVBl. S. 484        | HH   |
| Hessen                 | Hessisches Waldgesetz | HWaldG                                   | 27. Juni 2013 | 22. Feb. 2022   | GVBl. S. 126           | HE   |
| Mecklenburg-Vorpommern | Waldgesetz für das Land Mecklenburg-Vorpommern | Landeswaldgesetz – LWaldG                | 27. Juli 2011 | 22. Mai 2021    | GVOBl. M-V S. 790, 794 | MV   |
| Niedersachsen          | Niedersächsisches Gesetz über den Wald und die Landschaftsordnung                                                                                                 | NWaldLG                                  | 21. März 2002 | 17. Mai 2022    | Nds. GVBl. S. 315      | NI   |
| Nordrhein-Westfalen    | Landesforstgesetz für das Land Nordrhein-Westfalen | Landesforstgesetz – LFoG                 | 24. Apr. 1980 | 11. März 2025   | GV. NRW. S. 288        | NW   |
| Rheinland-Pfalz        | Landeswaldgesetz | LWaldG                                   | 30. Nov. 2000 | 27. März 2020   | GVBl. S. 98            | RP   |
| Saarland               | Gesetz Nr. 1069 – Waldgesetz für das Saarland | Landeswaldgesetz – LWaldG                | 26. Okt. 1977 | 12. Juni 2024   | Amtsbl. I S. 500       | SL   |
| Sachsen                | Waldgesetz für den Freistaat Sachsen | SächsWaldG                               | 10. Apr. 1992 | 19. Aug. 2022   | SächsGVBl. S. 486      | SN   |
| Sachsen-Anhalt         | Gesetz zur Erhaltung und Bewirtschaftung des Waldes, zur Förderung der Forstwirtschaft sowie zum Betreten und Nutzen der freien Landschaft im Land Sachsen-Anhalt | Landeswaldgesetz Sachsen-Anhalt – LWaldG | 25. Feb. 2016 | 2. Juli 2024    | GVBl. LSA S. 196       | ST   |
| Schleswig-Holstein     | Waldgesetz für das Land Schleswig-Holstein | Landeswaldgesetz – LWaldG                | 5. Dez. 2004  | 27. Okt. 2023   | GVOBl. S. 514          | SH   |
| Thüringen              | Gesetz zur Erhaltung, zum Schutz und zur Bewirtschaftung des Waldes und zur Förderung der Forstwirtschaft                                                         | Thüringer Waldgesetz – ThürWaldG         | 1. Juli 2008  | 6. Feb. 2024    | GVBl. S. 13            | TH   |